# Slávek III. Hrabišic
 Slávek III. Hrabišic (též Slavko), († 1250, Osecký klášter) byl český šlechtic z rodu Hrabišiců, 6. opat cisterciáckého kláštera v Oseku (1234–1239) a pruský misijní biskup (1240–1250).

## Život

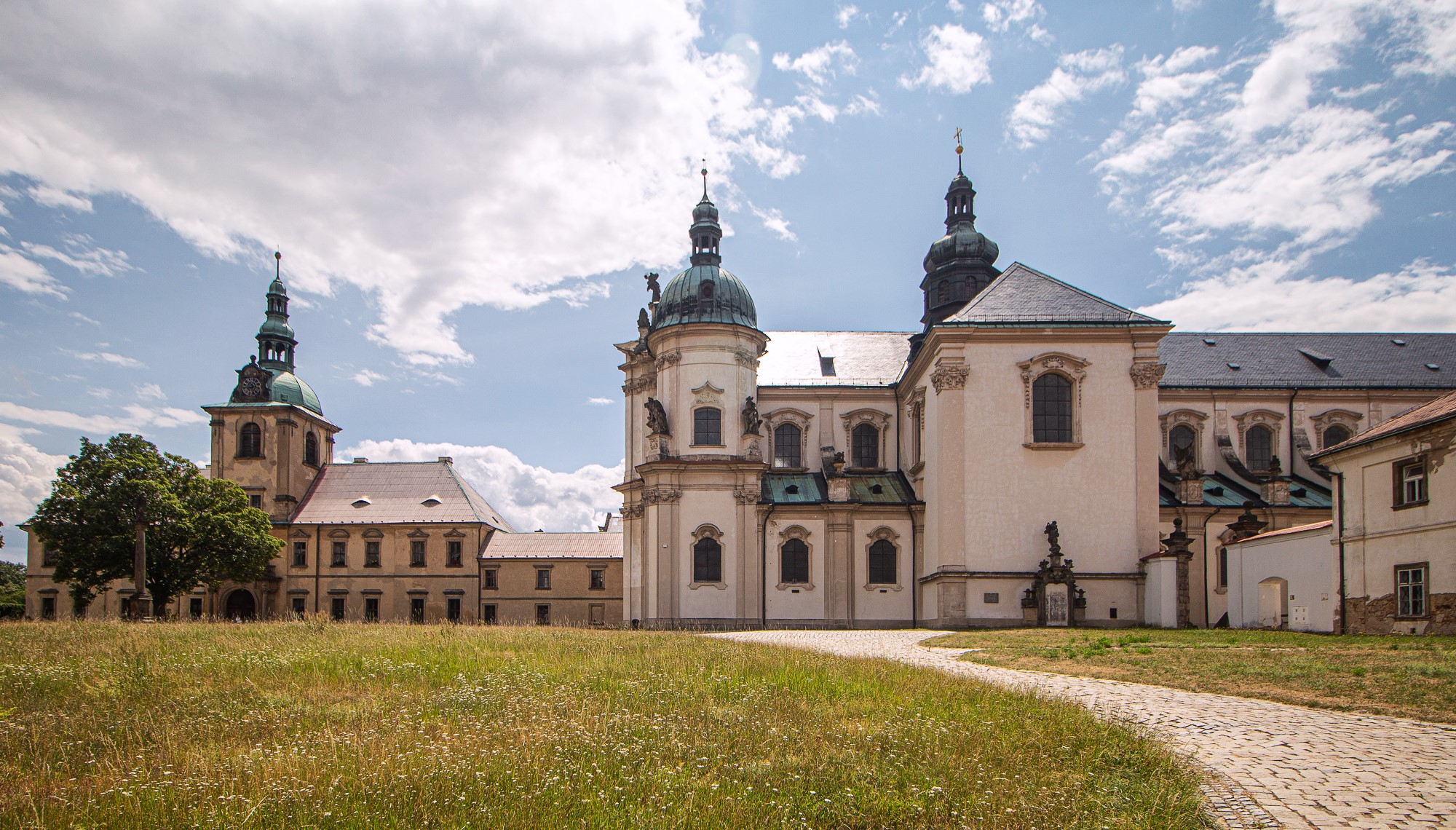
Cisterciácký klášter v Oseku

Jeho bratr byl Boreš z Rýzmburka a jejich otec Bohuslav I. Hrabišic byl královský nejvyšší komorník. Zasloužil se o rozšíření cisterciáckého kláštera v Oseku, který založil jeho děd, Slavek I. Hrabišic, bílinský kastelán a rovněž nejvyšší komorník. Přesné datum jeho zvolení opatem není známo, ale stalo se tak v první polovině 30. let 13. století. Ve svém úřadu zůstal nejspíše do roku 1239. V průběhu 30. let dal souhlas k založení jediné osecké filiace v Nížkově. Po pěti letech však nově založený klášter zrušil. Krátce na to se stal misijním biskupem v Prusku. Podle klášterní tradice absolvoval spolu s dalšími oseckými řeholními bratry dvě misijní cesty do Prus. Ani jedna z cesta však nepřinesla žádoucí úspěch. Slávek se nepříliš úspěšně snažil obracet ke křesťanství místní pohany a poté se vrátil domů. Poslední léta života Slávek prožil v Čechách. Zemřel v Oseckém klášteře roku 1250 a byl pochován v kryptě jeho kostela. Tohoto slavného opata připomíná barokní náhrobek, který je v klášterním chrámu.
Doklady o jeho působení Slávka jako oseckého opata jsou zachyceny v díle Codex diplomaticus et epistolaris regni Bohemiae k letům 1238 a 1239. Jako pruský misijní biskup je zmiňován také v CDB, který mluví v roce 1250 o zemřelém Slávkovi. Po Slávkově smrti nastoupil v roce 1240 do opatského úřadu Vinand.